# Списак места Светске баштине у Албанији
Места светске баштине Организације Уједињених нација за образовање, науку и културу (UNESCO) јесу локалитети од значаја за културну или природну баштину, како је описано у Унесковој конвенцији о светској баштини, установљеној 1972. године. Културно наслеђе се састоји од споменика (као што су архитектонска дела, монументалне скулптуре или натписи), групе зграда и локалитета (укључујући археолошка налазишта). Природне карактеристике (које се састоје од физичких и биолошких формација), геолошке и физиографске формације (укључујући станишта угрожених врста животиња и биљака) и природни локалитети који су важни са становишта науке, очувања или природне лепоте, дефинишу се као природне наслеђе. Албанија је ратификовала Конвенцију о заштити светске културне и природне баштине 10. јула 1989. године, чиме су њени историјски локалитети квалификована за уврштавање на листу.
У Албанији постоје 4 локалитета које је заштитио UNESO, док је још четири локалитета уписано на прелиминарну листу. Први локалитет у Албанији који је уписан на листу био је древни град Бутринт, који је уписан на 16. заседању УНЕСКО-а 1992. године. Историјски центар Ђирокастре уписан је 2005. године као музеј-град Ђирокастра. Током 2008. историјски центар Берата додат је локалитету, формирајући заједничку целину под називом Историјски центри Берата и Ђирокастре. Године 2017. река Гаши и регион Рајце уписани су као део локалитета „Древне и нетакнуте букове шуме Карпата и других региона Европе“, који дели као заједнички локалитет са још 17 земаља. Године 2019. локалитет „Природно и културно наслеђе Охридског региона“, који је у Северној Македонији уписан као светска баштина од 1979. године, проширен је како би обухватио и албански део језера.

## Списак локалитета
УНЕСКО наводи локалитете под десет критеријума; сваки унос мора да испуњава бар један од критеријума. Критеријуми од I до VI су културни, а од VII до X су природни.
| Име                                                            | Фотографија   | Локација (област) | Година уписа | УНЕСКО подаци              | Опис |
| -------------------------------------------------------------- | ------------- | ----------------- | ------------ | -------------------------- | --- |
| Бутринт                                                        | Butrint       | Валона            | 1992.        | 570; iii (култура)         | Бутринт (Buthrōtum) био је старогрчки град, затим римски град и седиште касноримске бискупије. Након периода у којем је био напуштен, град су заузели Византинци, Анжујци и Млечани. Град је дефинитивно напуштен у позном средњем веку. Значајни археолошки локалитети укључују грчко позориште, касноантички крстионицу, базилику из 9. столећа и утврђења која потичу од периода трајања грчке колоније до средњег века. |
| Историјски центри Берата и Ђирокастре                          | Berat         | Берат, Ђирокастра | 2005.        | 569; iii, iv (култура)     | Берат и Ђирокастра су уписани као ретки примери архитектуре типичне за османски период. У Берату је постојао вековни суживот различитих верских и етничких заједница. Град има тврђаву, чији је већи део изграђен у 13. веку, иако почеци тврђаве датирају из 4. века пре нове ере. Унутар цитаделе налази се више византијских цркава, углавном из 13. века, као и неколико џамија подигнутих у 15. веку. Ђирокастра је позната по низу двоспратних кућа изграђених у 17. веку. У граду се такође налази стари базар, џамију из 18.столећа и две цркве из истог периода. Ђирокастра је првобитно уписана на листу 2005. године, а Берат је придодат 2008. године. |
| Древне и нетакнуте букове шуме Карпата и других региона Европе | Lumi i Gashit | Кукеш, Елбасан    | 2017.        | 1133ter; ix (природа)      | Ова транснационална локација (коју дели 18 европских земаља) обухвата реку Гаши у Тропоји, на североистоку Албаније, и древне букове шуме Рајце у Перењасу, у централној Албанији. Ове шуме сведоче о постглацијалном процесу ширења флоре и приказују најпотпуније и најсвеобухватније еколошке обрасце и процесе чистих и мешовитих састоја европске букве у различитим еколошким условима. Локација је првобитно уписана 2007. године и три пута је проширивана, а шуме у Албанији су додате 2017. године. |
| Природно и културно наслеђе Охридског региона*                 |               | Корча             | 2019.        | i, iii, iv, vii (мешовито) | Ово је проширење локалитета који је уписан у Северној Македонији од 1979. године. Подручје око града Поградеца, на обали Охридског језера, било је насељено Илирима у 5. столећу пре нове ере, након чега су га населили Римљани и Словени. Трагови римског пута Виа Егнатија (Via Egnatia) сведоче о значају овог подручја као важне саобраћајне руте. Рушевине палеохришћанске цркве у Лину, заједно са припадајућим подним мозаицима, указују на присуство хришћанства. Историјски центар Поградеца представља пример албанске народне архитектуре из 19. и 20. века.                                                                                           |

## Прелиминарна листа
Поред локалитета уписаних на Листу светске баштине, државе чланице могу да одржавају листу пробних локација које могу да размотре за номинацију. Номинације за Листу светске баштине се прихватају само ако је локација претходно била наведена на тентативној листи. Аргентина има четири локалитетаа на својој прелиминарној листи.
| Име места                         | Фотографија | Локација (област) | Година уписа | УНЕСКО подаци          | Description |
| --------------------------------- | ----------- | ----------------- | ------------ | ---------------------- | --- |
| Амфитеатар у Драчу                |             | Драч              | 1996.        | v (култура)            | Римски амфитеатар у Драчу био је највећи на Балкану. Амфитеатар има елиптичан облик, са најдужом осом од 136 метара и висином од 20 метера. Имао је капацитет до 20.000 гледалаца. Након 4. века нове ере, амфитеатар је престао да служи својој првобитној намени и постепено је напуштен. Систематска ископавања на локалитету започета су 1966. године. |
| Краљевске гробнице Селце е Поштме |             | Корча             | 1996.        | iii (култура)          | Илирске гробнице налазе се у близини града Поградеца, недалеко од села Селце е Поштме. Већина гробница настала је у 3. веку пре нове ере и уклесана је у стену. Првобитно су биле изграђене за илирске краљеве, али су неке касније поново коришћене. |
| Древни град Аполонија             |             | Фјер              | 2014.        | ii, iii, x (мешовито)) | Град Аполонију су вероватно у 6. веку пре нове ере основали грчки колонисти са Крфа и Коринта. Град је процветао у 4. веку пре нове ере и постао је важан трговачки и економски центар, један од најзначајнијих градова Средоземља. Током римског периода, био је једна од капија ка Виа Егнатији. Током постојања, култура и општи развој града задржали су јасан грчки карактер, уз одржавање блиских односа са илирским залеђем. Град је напуштен током средњовековног периода. |
| Тврђава Баштова                   |             | Тирана            | 2017.        | iv (култура)           | Према османским изворима, тврђаву су изградили Млечани ради заштите важних путева. Османлије су заузеле тврђаву 1478. године и накнадно извршиле структурне модификације. Тврђава је имала правоугаону основу, 60 м × 90 м, и три улаза. Данас су сачуване две кружне куле и једна правоугаона кула. |